# الايداس (يريم)

تعديل مصدري - تعديل

الايداس محلة تابعة لقرية الخرابة، التابعة لعزلة عراس بمديرية يريم إحدى مديريات محافظة إب في الجمهورية اليمنية.، بلغ تعداد سكانها 306 حسب تعداد اليمن لعام 2004.